# Basar
Basar (ros. Басар) – wieś w Rosji, w Dagestanie, w rejonie gunibskim. W 2010 liczyła 12 mieszkańców, głównie Awarów.